# Orrios
Orrios est une commune d’Espagne, dans la province de Teruel, communauté autonome d'Aragon comarque de Teruel, sur la rivière Alfambra.

## Démographie
En 2022, elle comptait 123 habitants sur une superficie de 44,39 km².